# Hyphorma
Hyphorma is een geslacht van vlinders van de familie slakrupsvlinders (Limacodidae).

## Soorten
- H. capucina (Snellen, 1900)
- H. minax Walker, 1865
- H. sericea Leech, 1899
- H. subterminalis Hampson, 1910